# Dysphania truncata
Dysphania truncata là loài thực vật có hoa thuộc họ Dền. Loài này được (Paul G.Wilson) Mosyakin & Clemants mô tả khoa học đầu tiên năm 2008.